# 42849 Podjavorinská
42849 Podjavorinská è un asteroide della fascia principale. Scoperto nel 1999, presenta un'orbita caratterizzata da un semiasse maggiore pari a 2,7926503 UA e da un'eccentricità di 0,2192867, inclinata di 5,48968° rispetto all'eclittica.